# Dodie Pettit
Dodie Pettit (Dorothy R. Pettit; * 1950 in Princeton/New Jersey) ist eine US-amerikanische Singer-Songwriterin und Balletttänzerin.

## Leben
Pettit begeisterte sich in ihrer Kindheit für Country- und Popmusik und hatte Klavier-, Violin- und schließlich Gitarrenunterricht. Sie gründete die Girlgroup The Untouchable, mit der sie an der Princeton University, am Rider College und an der University of Pennsylvania spielte und u. a. als Vorgruppe von The Lemon Pipers, The Beach Boys und Grateful Dead auftrat.
1977 war sie Gründungsmitglied der professionellen Kompagnie des Princeton Ballet (später American Repertory Ballet). Hier hatte sie u. a. Hauptrollen in den Balletts Der Nussknacker, Coppélia, Cinderella und A Country Love Song (mit ihrer eigenen Musik). Sie arbeitete in den folgenden Jahren weiter als Songwriterin und trat als Sängerin in Bars in New York und Los Angeles auf. Schließlich arbeitete sie in Pete Drakes Studio in Nashville mit Linda Hargrove, Pam Rose und MaryAnn Kennedy zusammen.
Von 1982 bis 1984 war sie Primaballerina des Garden State Ballet unter Leitung von Fred Danielli. Darauf arbeitete sie mit ihrem früheren Ehemann Richie Vetter für das Blank Tapes Recording Studio in New York. Ihre Songs Power of the Night und Leather erschienen 1986 in dem Film Critters. Im selben Jahr komponierte sie für Shel Silverstein den für einen Grammy nominierten Song A Light in the Attic.
Am Broadway trat Petitt in  Andrew Lloyd Webbers Musical Cats auf und gehörte zur Originalbesetzung von dessen The Pantom of the Opera. Sie komponierte auch Musik zu dem Cats-Video Rum Tum Tugger, in dem sie selbst auftrat. 1990 schrieb sie und nahm sie The Right to Choose auf und wurde hierfür bei der Billboard Songwriting Competition mit einer ehrenden Erwähnung ausgezeichnet.
Von 1991 bis 1994 gehörte sie der Touring Company von The Pantom of the Opera an. Daneben schrieb und produzierte sie Voices of Broadway, Songs of Conscience and Hope als Benefizveranstaltung für Broadway Cares/Equity Fights Aids, bei der über 80 Sänger aus vielen der größten Broadway-Hitshows auftraten. Nach 1994 kehrte sie zum Songwriting zurück und nahm in Nashville ihre erste CD Songs from the Journey auf, die 1995 erschien. Ihre zweite CD Playin’ With the Boys erschien 1998.
Von 1998 bis 2000 gehörte sie mit ihrem Ehemann Kevin Gray der Touring Company des Musicals Titanic an. In dieser Zeit komponierte sie mit ihm das Musical Dracula… The Covenant, das 2003 am The Stonington Opera House in Stonington, Maine, uraufgeführt wurde. Zwischen 2002 und 2004 komponierte Petitt sechs Musicals für Kinder für MMM Productions. Gemeinsam mit ihrem Mann komponierte sie eine musikalische Version von A Christmas Carol. Das American Repertory Ballet und die ARB’s Princeton Ballet School zeichneten sie 2004 mit einem Lifetime Achievement Award aus. 
Nach dem Tod Grays 2013 veröffentlichte sie zu seinem Gedächtnis die Kevin Gray, Forever Always - Broadway’s Tribute CD. Es folgten die Alben Long Road und In my own Voice. 2019 heiratete sie Rex Fowler, den Singer-Songwriter der Folk-Rock-Band Aztec Two-Step. Mit dieser tritt sie als Pianistin, Gitarristin und Sängerin auf.